# Atletismo nos Jogos Olímpicos de Verão de 2020 - 400 m com barreiras feminino
O evento dos 400 metros com barreiras feminino nos Jogos Olímpicos de Verão de 2020 ocorreu entre os dias 31 de julho e 4 de agosto de 2021 no Estádio Olímpico. Esperava-se que aproximadamente quarenta atletas participassem.

## Qualificação
Um Comitê Olímpico Nacional (CON) pode inscrever até 3 atletas no evento feminino dos 400 metros com barreias desde que todos as atletas atendam ao padrão de inscrição ou se classificarem pelo ranking durante o período de qualificação (o limite de 3 está em vigor desde o Congresso Olímpico de 1930). O tempo padrão a qualificação é 55.40. Este padrão foi "estabelecido com o único propósito de qualificar atletas com desempenhos excepcionais incapazes de se qualificar através do caminho do Ranking Mundial da IAAF". O ranking mundial, baseado na média dos cinco melhores resultados do atleta durante o período de qualificação e ponderado pela importância do evento, foi usado para qualificar as atletas até que o limite de 40 fosse alcançado.
O período de qualificação foi originalmente de 1 de maio de 2019 a 29 de junho de 2020. Devido à pandemia de COVID-19, este período foi suspenso de 6 de abril de 2020 a 30 de novembro de 2020, com a data de término estendida para 29 de junho de 2021. O início do período do ranking mundial a data também foi alterada de 1 de maio de 2019 para 30 de junho de 2020; as atletas que atingiram o padrão de qualificação naquela época ainda estavam qualificados, mas aqueles que usavam as classificações mundiais não seriam capazes de contar os desempenhos durante esse tempo. Os padrões de tempo de qualificação podem ser obtidos em várias competições durante o período determinado que tenham a aprovação da IAAF. Apenas competições ao ar livre eram elegíveis. Os campeonatos continentais mais recentes podem ser contados no ranking, mesmo que não durante o período de qualificação.
Os CONs também podem usar sua vaga de universalidade – cada CON pode inscrever uma atleta independentemente do tempo, se não houver nenhuma atleta que atenda ao padrão de entrada a um evento de atletismo – nos 400 metros com barreiras.

## Formato
O evento continua a usar o formato de três fases principais (eliminatórias, semifinais e final). São 5 baterias iniciais, com as 4 primeiras colocadas em cada uma e os 4 melhores tempos no geral avançando para as semifinais. Foram 3 semifinais, com as 2 primeiras colocadas em cada semifinal e os seguintes 2 melhores tempos no geral avançando para a final.

## Calendário
Horário local (UTC +9)
| 31 de julho   | 2 de agosto | 4 de agosto |
| 9:00          | 20:35       | 11:30       |
| ------------- | ----------- | ----------- |
| Eliminatórias | Semifinais  | Final       |

## Medalhistas
| Ouro   | USA Sydney McLaughlin |
| Prata  | USA Dalilah Muhammad  |
| Bronze | NED Femke Bol         |

## Recordes
Antes desta competição, os recordes mundiais, olímpicos e regionais existentes eram os seguintes: 
| Tipo             | Atleta            | Tempo | Local  | Data                 |
| ---------------- | ----------------- | ----- | ------ | -------------------- |
| Recorde mundial  | Sydney McLaughlin | 51.90 | Eugene | 27 de junho de 2021  |
| Recorde olímpico | Melaine Walker    | 52.64 | Pequim | 20 de agosto de 2008 |

### Por região
| Área                               | Tempo | Atleta               | Nação          |
| ---------------------------------- | ----- | -------------------- | -------------- |
| África                             | 52.90 | Nezha Bidouane       | Marrocos       |
| Ásia                               | 53.96 | Han Qing             | China          |
| Ásia                               | 53.96 | Song Yinglan         | China          |
| Europa                             | 52.34 | Yuliya Pechonkina    | Rússia         |
| América do Norte, Central e Caribe | 51.90 | Sydney McLaughlin    | Estados Unidos |
| Oceania                            | 53.17 | Debbie Flintoff-King | Austrália      |
| América do Sul                     | 55.60 | Gianna Woodruff      | Panamá         |

Os seguintes novos recordes mundiais e olímpicos foram estabelecidos durante esta competição:
| Tipo             | Atleta            | Tempo | Local  | Data                |
| ---------------- | ----------------- | ----- | ------ | ------------------- |
| Recorde mundial  | Sydney McLaughlin | 51.46 | Tóquio | 4 de agosto de 2021 |
| Recorde olímpico | Sydney McLaughlin | 51.46 | Tóquio | 4 de agosto de 2021 |

Por sua vez, os seguintes recordes nacionais foram alcançados durante esta competição:
| CON            | Atleta            | Rodada     | Tempo | Notas                 |
| -------------- | ----------------- | ---------- | ----- | --------------------- |
| Bélgica        | Paulien Couckuyt  | Bateria 2  | 54.90 |                       |
| Colômbia       | Melissa González  | Bateria 1  | 55.32 |                       |
| Colômbia       | Melissa González  | Semifinais | 54.47 |                       |
| Países Baixos  | Femke Bol         | Final      | 52.03 | Recorde europeu       |
| Panamá         | Gianna Woodruff   | Semifinais | 54.22 | Recorde sul-americano |
| Estados Unidos | Sydney McLaughlin | Final      | 51.46 | ,                     |

## Resultados

### Eliminatórias
Regra de qualificação: as 4 primeiras de cada bateria (Q) e os seguintes 4 tempos mais rápidos (q) avançam as semifinais.

#### Bateria 1
| Pos. | Raia | Atleta             | CON                | Reação | Tempo | Notas                |
| ---- | ---- | ------------------ | ------------------ | ------ | ----- | -------------------- |
| 1    | 9    | Viktoriya Tkachuk  | UKR Ucrânia        | 0.256  | 54.80 | Q                    |
| 2    | 3    | Melissa González   | COL Colômbia       | 0.146  | 55.32 | Q,                   |
| 3    | 7    | Anna Cockrell      | USA Estados Unidos | 0.213  | 55.37 | Q                    |
| 4    | 8    | Sage Watson        | CAN Canadá         | 0.176  | 55.54 | Q                    |
| 5    | 6    | Yadisleidy Pedroso | ITA Itália         | 0.186  | 55.57 | q,                   |
| 6    | 5    | Amalie Iuel        | NOR Noruega        | 0.129  | 55.65 | q                    |
| 7    | 2    | Aminat Jamal       | BRN Bahrein        | 0.208  | 55.90 | Recorde da temporada |
| 8    | 4    | Hanne Claes        | BEL Bélgica        | 0.174  | 56.38 | Recorde da temporada |

#### Bateria 2
| Pos. | Raia | Atleta            | CON              | Reação | Tempo | Notas                |
| ---- | ---- | ----------------- | ---------------- | ------ | ----- | -------------------- |
| 1    | 2    | Anna Ryzhykova    | UKR Ucrânia      | 0.191  | 54.56 | Q                    |
| 2    | 7    | Janieve Russell   | JAM Jamaica      | 0.159  | 54.81 | Q                    |
| 3    | 9    | Paulien Couckuyt  | BEL Bélgica      | 0.182  | 54.90 | Q,                   |
| 4    | 8    | Linda Olivieri    | ITA Itália       | 0.130  | 55.54 | Q,                   |
| 5    | 6    | Viivi Lehikoinen  | FIN Finlândia    | 0.155  | 55.67 |                      |
| 6    | 3    | Noelle Montcalm   | CAN Canadá       | 0.197  | 55.85 | Recorde da temporada |
| 7    | 5    | Meghan Beesley    | GBR Grã-Bretanha | 0.165  | 55.91 |                      |
| 8    | 4    | Chayenne da Silva | BRA Brasil       | 0.165  | 57.55 |                      |

#### Bateria 3
| Pos. | Raia | Atleta              | CON                | Reação | Tempo | Notas     |
| ---- | ---- | ------------------- | ------------------ | ------ | ----- | --------- |
| 1    | 5    | Sydney McLaughlin   | USA Estados Unidos | 0.180  | 54.65 | Q         |
| 2    | 7    | Gianna Woodruff     | PAN Panamá         | 0.268  | 55.49 | Q         |
| 3    | 9    | Sara Petersen       | DEN Dinamarca      | 0.161  | 55.52 | Q         |
| 4    | 8    | Quách Thị Lan       | VIE Vietnã         | 0.150  | 55.71 | Q,        |
| 5    | 3    | Eleonora Marchiando | ITA Itália         | 0.166  | 56.82 |           |
| 6    | 4    | Mariya Mykolenko    | UKR Ucrânia        | 0.200  | 57.86 | TR 16.5.3 |
| —    | 6    | Leah Nugent         | JAM Jamaica        | 0.240  | DSQ   | TR 17.3.1 |
| —    | 2    | Jessie Knight       | GBR Grã-Bretanha   | —      | —     | DNF       |

#### Bateria 4
| Pos. | Raia | Atleta           | CON                   | Reação | Tempo | Notas                |
| ---- | ---- | ---------------- | --------------------- | ------ | ----- | -------------------- |
| 1    | 8    | Femke Bol        | NED Países Baixos     | 0.194  | 54.43 | Q                    |
| 2    | 7    | Tia-Adana Belle  | BAR Barbados          | 0.166  | 55.69 | Q,                   |
| 3    | 3    | Wenda Nel        | RSA África do Sul     | 0.194  | 56.06 | Q                    |
| 4    | 5    | Jessica Turner   | GBR Grã-Bretanha      | 0.186  | 56.83 | Q                    |
| 5    | 6    | Sarah Carli      | AUS Austrália         | 0.167  | 56.93 | Recorde da temporada |
| 6    | 9    | Yasmin Giger     | SUI Suíça             | 0.165  | 57.03 |                      |
| —    | 2    | Ronda Whyte      | JAM Jamaica           | —      | DSQ   | TR 16.8              |
| —    | 4    | Sparkle McKnight | TTO Trinidad e Tobago | —      | —     | DNS                  |

#### Bateria 5
| Pos. | Raia | Atleta             | CON                | Reação | Tempo | Notas           |
| ---- | ---- | ------------------ | ------------------ | ------ | ----- | --------------- |
| 1    | 3    | Dalilah Muhammad   | USA Estados Unidos |        | 53.97 | Q               |
| 2    | 5    | Carolina Krafzik   | GER Alemanha       | 0.189  | 54.72 | Q,              |
| 3    | 9    | Léa Sprunger       | SUI Suíça          | 0.186  | 54.74 | Q,              |
| 4    | 8    | Joanna Linkiewicz  | POL Polônia        | 0.130  | 54.93 | Q,              |
| 5    | 6    | Zurian Hechavarría | CUB Cuba           | 0.181  | 54.99 | q,              |
| 6    | 7    | Emma Zapletalová   | SVK Eslováquia     | 0.166  | 55.00 | q               |
| 7    | 2    | Line Kloster       | NOR Noruega        | 0.151  | 56.45 |                 |
| 8    | 4    | Loubna Benhadja    | ALG Argélia        | 0.200  | 57.19 | Recorde pessoal |

### Semifinais

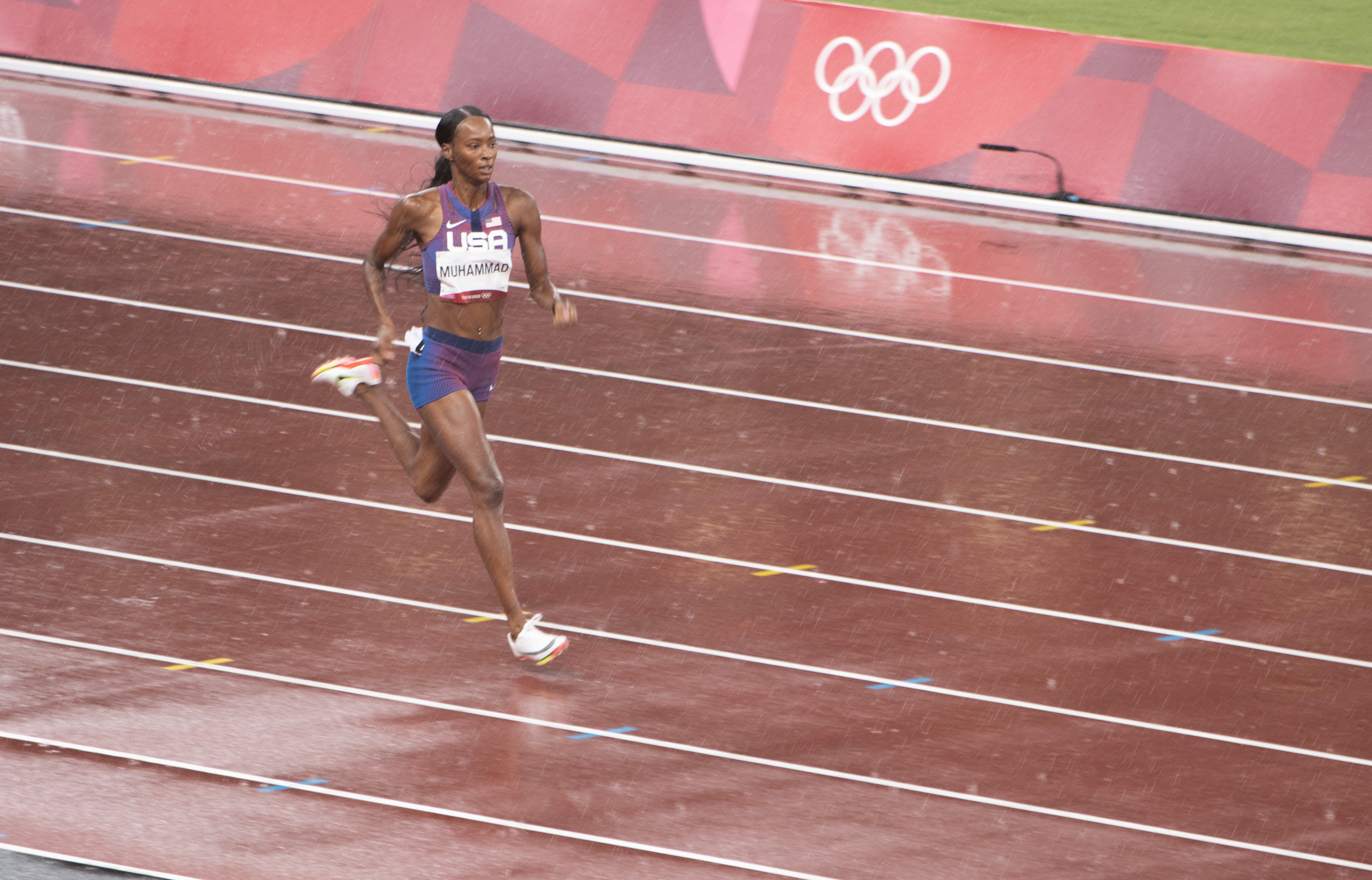
Dalilah Muhammad durante a semifinal 1.

Regra de qualificação: as 2 primeiras de cada bateria (Q) e os seguintes 2 tempos mais rápidos (q) avançam a final.

#### Semifinal 1
| Pos. | Raia | Atleta           | CON                | Reação | Tempo | Notas            |
| ---- | ---- | ---------------- | ------------------ | ------ | ----- | ---------------- |
| 1    | 7    | Dalilah Muhammad | USA Estados Unidos | 0.186  | 53.30 | Q                |
| 2    | 6    | Janieve Russell  | JAM Jamaica        | 0.151  | 54.10 | Q                |
| 3    | 5    | Paulien Couckuyt | BEL Bélgica        | 0.164  | 54.47 | Recorde nacional |
| 4    | 4    | Carolina Krafzik | GER Alemanha       | 0.172  | 54.96 |                  |
| 5    | 8    | Sage Watson      | CAN Canadá         | 0.163  | 55.51 |                  |
| 6    | 3    | Quách Thị Lan    | VIE Vietnã         | 0.188  | 56.78 |                  |
| 7    | 9    | Linda Olivieri   | ITA Itália         | 0.120  | 57.03 |                  |
| 8    | 2    | Amalie Iuel      | NOR Noruega        | 0.121  | 57.61 |                  |

#### Semifinal 2
| Pos. | Raia | Atleta             | CON                | Reação | Tempo | Notas |
| ---- | ---- | ------------------ | ------------------ | ------ | ----- | ----- |
| 1    | 5    | Sydney McLaughlin  | USA Estados Unidos | 0.204  | 53.03 | Q     |
| 2    | 4    | Gianna Woodruff    | PAN Panamá         | 0.207  | 54.22 | Q,    |
| 3    | 6    | Anna Ryzhykova     | UKR Ucrânia        | 0.162  | 54.23 | q     |
| 4    | 3    | Zurian Hechavarría | CUB Cuba           | 0.167  | 55.21 |       |
| 5    | 9    | Joanna Linkiewicz  | POL Polônia        | 0.157  | 55.67 |       |
| 6    | 2    | Emma Zapletalová   | SVK Eslováquia     | 0.136  | 55.79 |       |
| 7    | 8    | Wenda Nel          | RSA África do Sul  | 0.189  | 56.35 |       |
| 8    | 7    | Tia-Adana Belle    | BAR Barbados       | 0.146  | 59.26 |       |

#### Semifinal 3
| Pos. | Raia | Atleta             | CON                | Reação | Tempo   | Notas   |
| ---- | ---- | ------------------ | ------------------ | ------ | ------- | ------- |
| 1    | 5    | Femke Bol          | NED Países Baixos  | 0.215  | 53.91   | Q       |
| 2    | 8    | Anna Cockrell      | USA Estados Unidos | 0.174  | 54.17   | Q       |
| 3    | 7    | Viktoriya Tkachuk  | UKR Ucrânia        | 0.224  | 54.25   | q       |
| 4    | 6    | Léa Sprunger       | SUI Suíça          | 0.140  | 55.12   |         |
| 5    | 2    | Yadisleidy Pedroso | ITA Itália         | 0.181  | 55.80   |         |
| 6    | 4    | Melissa González   | COL Colômbia       | 0.191  | 57.47   |         |
| 7    | 3    | Jessica Turner     | GBR Grã-Bretanha   | 0.185  | 1:00.36 |         |
| —    | 9    | Sara Petersen      | DEN Dinamarca      | 0.165  | DSQ     | TR 22.6 |

### Final
A final foi disputada em 4 de agosto, às 11:30 locais.
| Pos.              | Raia | Atleta            | CON                | Reação | Tempo | Notas           |
| ----------------- | ---- | ----------------- | ------------------ | ------ | ----- | --------------- |
| Medalha de ouro   | 4    | Sydney McLaughlin | USA Estados Unidos | 0.163  | 51.46 | Recorde mundial |
| Medalha de prata  | 7    | Dalilah Muhammad  | USA Estados Unidos | 0.200  | 51.58 | Recorde pessoal |
| Medalha de bronze | 5    | Femke Bol         | NED Países Baixos  | 0.165  | 52.03 | Recorde europeu |
| 4                 | 6    | Janieve Russell   | JAM Jamaica        | 0.136  | 53.08 | Recorde pessoal |
| 5                 | 2    | Anna Ryzhykova    | UKR Ucrânia        | 0.177  | 53.48 |                 |
| 6                 | 3    | Viktoriya Tkachuk | UKR Ucrânia        | 0.206  | 53.79 | Recorde pessoal |
| 7                 | 9    | Gianna Woodruff   | PAN Panamá         | 0.235  | 55.84 |                 |
| —                 | 8    | Anna Cockrell     | USA Estados Unidos | 0.167  | DSQ   | TR 17.3.1       |

Legenda
| Recorde mundial      | Recorde mundial (World record)               |                       | Recorde africano                      | Recorde africano (African) |                                           | Q | Classificado por posição (Qualified) |
| Recorde olímpico     | Recorde olímpico (Olympic record)            | Recorde da América    | Recorde da América (Americas)         | q                          | Classificado por melhor tempo (Qualified) |   |                                      |
| Melhor marca do ano  | Melhor marca do ano (World leading)          | Recorde asiático      | Recorde asiático (Asian)              | DNS                        | Não largou (Did not start)                |   |                                      |
| Recorde nacional     | Recorde nacional (National record)           | Recorde europeu       | Recorde europeu (European)            | DNF                        | Não terminou (Did not finish)             |   |                                      |
| Recorde pessoal      | Recorde pessoal do atleta (Personal best)    | Recorde da Oceania    | Recorde da Oceania (Oceania)          | DSQ / DQ                   | Desclassificado (Disqualified)            |   |                                      |
| Recorde da temporada | Recorde da temporada do atleta (Season best) | Recorde sul-americano | Recorde sul-americano (South America) | NM                         | Sem marca (No mark)                       |   |                                      |